# John Grün
John Grün, noto anche come Herkul Grün (Mondorf-les-Bains, 27 agosto 1868 – Ettelbruck, 3 novembre 1912), è stato un circense lussemburghese, che, tra la fine del XIX e l'inizio del XX secolo, fu ritenuto l'uomo più forte del mondo.

## Biografia
John Grün nacque in Lussemburgo da una famiglia di artigiani e viaggiatori yenish che da tempo si erano stabiliti nella città. Suo padre era un fabbro ferraio e emigrò negli Stati Uniti nel 1889. Mentre lavorava in un birrificio di Saint Louis, Grün entrò in contatto con Aloysius Marx, un atleta professionista, che notò con quanta facilità Grün muoveva i barilotti di birra. Lo convinse così a entrare a far parte di una partnership tra uomini forti chiamata "The Marx Brothers" o "The Two Marks", attirando folle di appassionati ovunque si presentassero. Quando Grün tornò in Lussemburgo nel 1892, il suo status di uomo più forte del mondo non era più in dubbio.
Dopo questa sua prima importante associazione con Marx, poi con l'atleta belga Miss Fanny e infine da solo, Grün apparve in tutti i circhi, sale da musica e teatri di varietà dell'America e dell'Europa con sempre maggiore successo. Conosciuto come l'Ercole del Lussemburgo, i suoi atti includevano lacerare mazzi di carte e ferri da cavallo, rompere un blocco di pietra sul suo petto con un martello o fermare una macchina in movimento. Tali prestazioni a quel tempo non potevano ovviamente venire misurate ufficialmente. Alla sua morte, nessuno era in grado di sollevare blocchi di ferro con la stessa facilità di Grün.
Nel 1909, dopo un grave infortunio, abbandonò la carriera professionale e lasciò l'America per Londra, dove divenne gestore di un locale pubblico. Colpito da una grave malattia, tornò in Lussemburgo nel 1912 e morì a Ettelbruck il 3 novembre 1912. Fu il primo di molti sportivi lussemburghesi a dimostrare le sue capacità all'estero.

## Riconoscimenti
In riconoscimento alle sue imprese, i suoi colleghi artisti eressero un monumento alla sua memoria nella nativa Mondorf-les-Bains.